# Arnebia purpurascens
Arnebia purpurascens är en strävbladig växtart som först beskrevs av Achille Richard, och fick sitt nu gällande namn av John Gilbert Baker. Arnebia purpurascens ingår i släktet Arnebia och familjen strävbladiga växter. Inga underarter finns listade i Catalogue of Life.